# Cellcom (Izrael)
Cellcom (hebrejsky: סלקום, Selkom, zkratka CEL) je izraelská firma.

## Popis
Jde o firmu zaměřující se na mobilní telekomunikaci. Byla založena roku 1994. K 30. červnu 2011 měla cca 3 366 000 zákazníků. Prostřednictvím své dceřiné společnosti Cellcom Fixed Line Communications je rovněž výlučným poskytovatelem pevného telefonního spojení v Izraeli. Firma je obchodována na Telavivské burze cenných papírů a je zařazena do indexu TA-25. Zároveň je kótována i na New York Stock Exchange.
Ředitelem podniku je Amos Šapira. 46,9 % podílu ve firmě ovládá přímo či nepřímo Discount Investment Corporation, která je součástí IDB Group. Podle dat z roku 2010 byla firma Cellcom osmým největším podnikem v sektoru služeb a obchodu v Izraeli podle tržeb, které roku 2010 dosáhly 6,483 miliardy šekelů, a druhým největším podnikem v sektoru telekomunikací.